# Jules Mathé (homme politique)
Jules Mathé est un homme politique français né le 6 juin 1824 à Val-de-Mercy (Yonne) et décédé le 24 septembre 1884 à Paris.

## Biographie
il était négociant à Avallon sous le Premier Empire. Il fit de l'opposition à ce gouvernement dans les rangs des républicains, fut nommé conseiller municipal en 1866, maire d'Avallon le 18 septembre 1870, et, ayant refusé énergiquement à l'ennemi le paiement d'une contribution de guerre de près de 100,000 francs, vit la ville d'Avallon livrée au pillage et ses magasins entièrement dévastés.
Membre du conseil général de l'Yonne en 1871, M. J. Mathé fut révoqué de ses fonctions de maire par le gouvernement du 24 mai, mais fut réintégré en 1876. La même année, il se présenta à la députation dans l'arrondissement d'Avallon, où il obtint, au second tour (5 mars), 4,625 voix, contre 6,271 à M. Garnier, bonapartiste, élu. Mais, le 14 octobre 1877, M. Mathé, candidat des républicains, devint député du même collège, avec 5,863 voix (11,423 votants, 13,272 inscrits), contre 5,508 au député sortant.
Le gouvernement du Seize Mai l'avait encore révoqué comme maire. M. Mathé siégea à l'Union républicaine de la Chambre, et vota pour les invalidations des députés de la droite, pour l'article 7, pour l'invalidation de l'élection de Blanqui, pour les lois nouvelles sur la presse et le droit de réunion, etc. Il obtint encore sa réélection, le 26 août 1881, par 7,219 voix (8,159 votants, 13,416 inscrits), soutint les ministères Gambetta et J. Ferry, et, décédé en septembre 1884, fut remplacé, le 24 octobre, par M. Garnier, ancien député.

## Sources
- « Jules Mathé (homme politique) », dans Adolphe Robert et Gaston Cougny, Dictionnaire des parlementaires français, Edgar Bourloton, 1889-1891 [détail de l’édition]